# Zorubicina
La zorubicina è un composto chimico di formula {\displaystyle {\ce {C34H35N3O10}}}.

## Caratteristiche strutturali e fisiche
La zorubicina è un derivato benzilidrazonico della daunorubicina.
| Caratteristiche strutturali          | Caratteristiche strutturali                                |
| ------------------------------------ | ---------------------------------------------------------- |
| N. di atomi pesanti                  | 47                                                         |
| N. di donatori di legami a idrogeno  | 6                                                          |
| N. di accettori di legami a idrogeno | 12                                                         |
| N. di atomi stereogenici             | 6                                                          |
| N. di legami ruotabili               | 6                                                          |
| N. di legami stereogenici            | 1                                                          |
| N. di anelli                         | 6                                                          |
| Caratteristiche fisiche              |                                                            |
| Massa monoisotopica                  | 645,23224432                                               |
| Superficie polare                    | 210 Å²                                                     |
| Rifrattività                         | 168,48 m3/mol                                              |
| Polarizzabilità                      | 65,84 Å3                                                   |
| Sezione d'urto                       | 232,12218 Å2 [M-H]- 234,1041 Å2 [M+H]+ 240,0177 Å2 [M+Na]+ |
| Caratteristiche fisiologiche         |                                                            |
| Carica fisiologica                   | 1                                                          |

## Farmacologia e tossicologia

### Farmacocinetica
Il composto si trova nel siero per il 64% legato all'α1-glicoproteina acida (AGP). Dopo fleboclisi l'emivita plasmatica è di circa 35 ore. Così come le altre antracicline il farmaco viene metabolizzato nel fegato. La via di eliminazione principale è quella biliare. Circa il 25% di una dose è eliminato per via urinaria.

### Farmacodinamica
La zorubicina si inserisce nella struttura del DNA e interagisce con l'enzima topoisomerasi II, inibendo così la replicazione e la riparazione del DNA, oltre che la sintesi dell’RNA e delle proteine. Il composto agisce inoltre come inibitore del citocromo P450 2J2.

### Effetti del composto e usi clinici
Si tratta di un antibiotico antineoplastico, appartenente alla famiglia delle antracicline, che viene utilizzato per il trattamento di tumori del sangue.

### Controindicazioni ed effetti collaterali
Il trattamento con zorubicina è controindicato nei soggetti affetti da cardiopatie con insufficienza miocardica. Il farmaco è inoltre controindicato in caso di gravidanza e di allattamento. Durante la terapia con zorubicina cloridrato è necessario il monitoraggio periodico della crasi ematica e della funzionalità cardiaca. Nei pazienti con funzionalità epatica compromessa si consiglia di diminuire il dosaggio.
La zorubicina cloridrato può provocare ipoplasia midollare che inizia in genere il 5º giorno di trattamento e perdura per circa 15 giorni. Sono descritti inoltre stomatiti, alopecia reversibile alla sospensione della terapia, amenorrea, azoospermia, disturbi digestivi (es. nausea, vomito, diarrea) e modifiche dell'ECG. La cardiotossicità è più probabile quando la dose cumulativa è superiore a 1,8 g/m2.

### Tossicologia
L’effetto citotossico deriva dall'intercalazione tra le coppie di basi del DNA. Il sovradosaggio da zorubicina cloridrato è caratterizzato da un potenziamento degli effetti collaterali. In caso di intossicazione la funzionalità renale e la crasi ematica devono essere controllate quotidianamente. La terapia è sintomatica.

### Interazioni
La zorubicina cloridrato potenzia gli effetti cardiotossici di alcuni citostatici (es. ciclofosfamide e altre antracicline).